# Dombachwiesen von Riedelbach

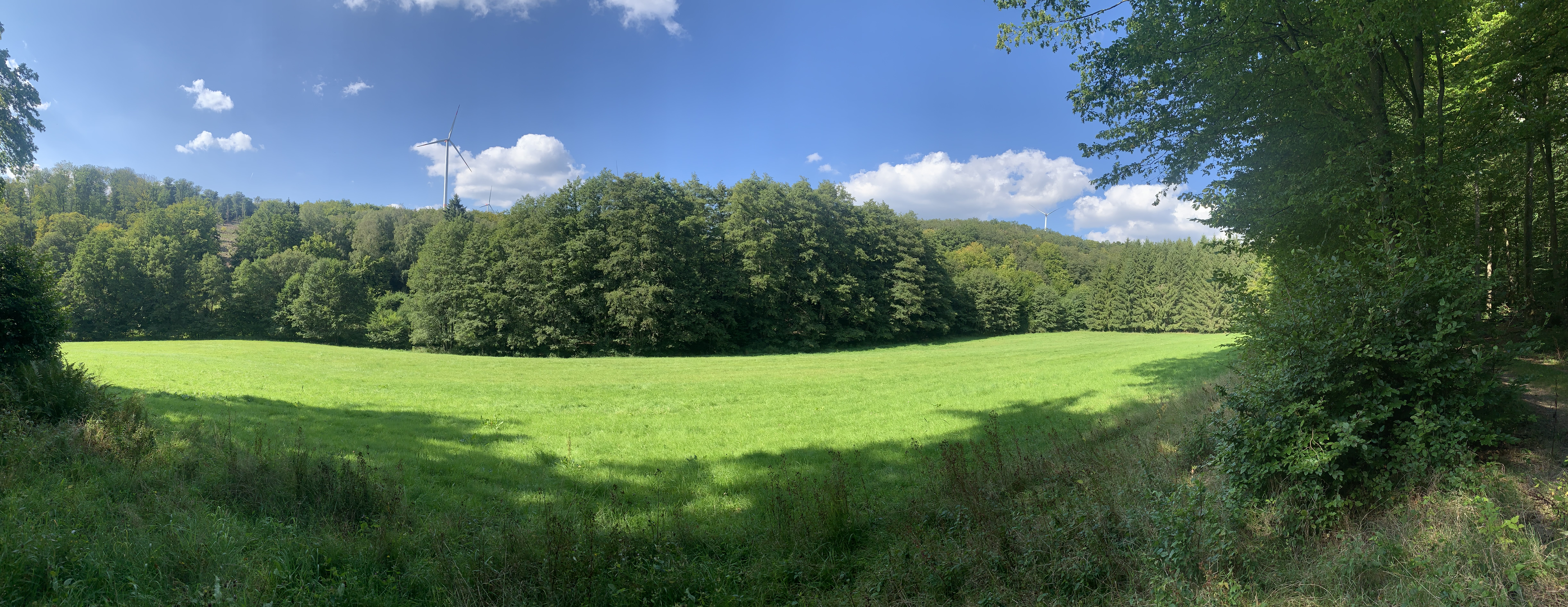
Dombachwiesen von Riedelbach

Die Dombachwiesen von Riedelbach sind ein Naturschutzgebiet in Riedelbach im Hochtaunuskreis östlich des Sommerbergs.

## Das Naturschutzgebiet
Das Naturschutzgebiet mit einer Größe von 12,4 Hektar wurde am 3. November 1992 einstweilig sichergestellt und am 17. Februar 1995 unter Schutz gestellt. Das Naturschutzgebiet besteht aus Flächen der Flur 10 und 12 von Riedelbach. Es handelt sich um ein noch in weiten Teilen typisches Waldwiesenbachtal und Lebensraum für an diese besonderen Standortbedingungen angepasste Pflanzen und Tiere. Ziel der Ausweisung des Gebietes ist die extensive Nutzung der Grünflächen und die Offenhaltung des Wiesentales.